# Bin Laden Issue Station

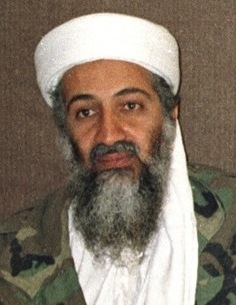
Oussama ben Laden

La bin Laden Issue Station, ou, en français « Unité ben Laden » (nom de code Alec Station), créée en 1996 et dissoute en 2005, est une unité spéciale, dirigée par la CIA, mais commune à la CIA et au FBI destinée à suivre les déplacements et les agissements d'Oussama ben Laden
Après sa création, l'unité développa une vision plus claire des activités de ben Laden et de leur aspect criminel. En 1999, la CIA inaugura un grand « plan » contre Al-Qaïda mais luttait pour trouver des ressources afin de le mettre en place. Malgré tout, au moment des attentats du 11 septembre 2001, la CIA avait pratiquement achevé un portrait précis des activités militantes en Afghanistan, pays où ben Laden s'était réfugié après son expulsion respectivement d'Arabie Saoudite (son pays natal) puis du Soudan. Ce portrait excluait toutefois le cercle le plus proche de ben Laden, très difficile à pénétrer.
En 2000, un projet commun CIA-US Air Force utilisant des drones de reconnaissance de type « Predator », et suivant les indications de l'Alec Station, obtint des images (non confirmées) du leader d'Al-Qaïda en Afghanistan. La reprise des vols en 2001 fut retardée par un débat portant sur la possibilité d'utiliser une version armée du drone. Ce n'est que le 4 septembre 2001 que l'autorisation de les utiliser fut donnée. Toujours en 2001 le directeur de la CIA, George Tenet mit en place une « branche d’estimations stratégique » (« Strategic Assessments Branch »), pour remédier au manque de vision claire du terrorisme islamiste, cette section, sorte de Alec Station à grande échelle, commença son activité le 10 septembre 2001.

## Conception, création et croissance de l'unité
L’idée d'une telle unité est née de discussions entre les dirigeants au plus haut niveau de la CIA et le centre d’antiterrorisme de cette agence (Counterterrorism Center ou CTC). David Cohen, chef de la direction des opérations et d'autres responsables de la CIA, souhaitaient lancer le test d'une « station virtuelle » sur le modèle des stations de la CIA à l’étranger, mais basée à proximité de Washington DC et spécialisée dans un thème particulier. L'unité « fusionnerait toutes disciplines du renseignement en un bureau - opérations, analyse, interceptions de communications, photos aériennes, etc. »
Cohen eut des difficultés à trouver un officier de la Direction des Opérations pour diriger l'unité. Il recruta finalement Michael Scheuer, un analyste qui dirigeait alors la branche « extrémisme islamiste » du CTC ; Scheuer « avait en particulier de solides connaissances sur l'Afghanistan ». Scheuer, qui avait remarqué une augmentation récente des rapports concernant ben Laden et « quelque chose appelé Al-Qaïda », suggéra de focaliser cette nouvelle unité sur la seule personne de ben Laden, ce que Cohen approuva.
L'unité ouvrit en janvier 1996, comme unité du CTC. Scheuer la dirigea alors jusqu'au printemps 1999. Appelée à l'origine Counterterrorism Center-Terrorist Financial Links (CTC-TFL), elle fut renommée Bin Laden Issue Station (soit en français « unité de la question ben Laden »), elle était un groupe interdisciplinaire, intégrant du personnel venant de la CIA, du FBI, de la NSA, et d'ailleurs dans la communauté du renseignement. Elle était établie dans l'immeuble de bureaux fédéraux Gloucester Building à Tysons Corner en Virginie.
Elle reçut le nom de code d'Alec Station (« station Alec », Alec étant le prénom du fils de Michael Scheuer). En 1999, les membres de l'unité se surnommaient eux-mêmes « la Famille Manson » (par allusion au groupe sectaire du meurtrier Charles Manson), « parce qu'ils avaient acquis une réputation d'alarmisme dingue à propos de la menace croissante posée par Al-Qaïda ».
L'unité était initialement composée d'une douzaine de membres. Ce chiffre avait grimpé à environ 40 à 50 employés le 11 septembre 2001 (le CTC en entier avait, aux mêmes dates, 200 et 390 employés).
George Tenet, le directeur de la CIA, décrira plus tard la mission de l'unité comme étant de « pister [ben Laden], collecter des informations sur lui, conduire des opérations contre lui, perturber son financement, et alerter les décideurs politiques de ses activités et intentions ». Au début 1999, l'unité avait « réussi à identifier des moyens et des membres de l'organisation de ben Laden ».

## 1996–1998: une nouvelle vision d'Al-Qaïda
Peu après sa création, l'unité permit d'avoir une vision inédite et tout à fait criminelle d'Al-Qaïda. Au printemps 1996, dans ce que Scheuer appela un « coup de chance », Jamal Ahmed Al Fadl, un militant soudanais anciennement lié a ben Laden se livra à l'ambassade des États-Unis en Érythrée et se présenta, preuve à l'appui, comme un ancien « cadre » de l'organisation de ben Laden. Al-Fadl avait vécu aux États-Unis au milieu des années 1980 et avait été recruté par les Moudjahidines afghans via le centre de réfugiés d'Al Khifah, situé à la Mosquée Farouq dans l'arrondissement new yorkais de Brooklyn. Al-Khifa était à l'époque l'interface de l’opération « Cyclone », une opération destinée à soutenir les moudjahidines et les services d'Abdullah Azzam et d'Oussama ben Laden basés au Pakistan, dont le but était la lutte contre les forces soviétiques dans ce pays. Al Fadl avait rejoint Al-Qaïda en 1989, apparemment en Afghanistan. Peter Bergen le désignait alors comme le troisième membre de l'organisation (après ben Laden et Azzam). Mais Al Fadl avait depuis détourné 110 000 dollars d'Al-Qaïda et voulait maintenant « déserter ».
Al Fadl fut persuadé par Jack Cloonan, un agent du FBI « conseillé » par l'unité ben Laden, de venir aux États-Unis. Là, à partir de la fin 1996, sous la protection de Cloonan et ses collègues, Al Fadl fournit « des informations décisives sur la création, la personnalité, la direction et les intentions d'Al-Qaïda ». La CIA savait désormais que ben Laden avait planifié de nombreuses opérations terroristes et aspirait à quelque chose de plus important, notamment l'obtention d'armes à base d'uranium (nucléaires). Une autre source décisive dans la connaissance des intentions de ben Laden, maintenant identifiée comme étant L'Houssaine Kherchtou, corroborait les déclarations de Al Fadl. Scheuer déclara plus tard que « À l'été 1998, nous avions accumulé une extraordinaire quantité d'information de toutes natures sur Al-Qaïda et ses intentions ».
Malheureusement, les grandes quantités d'information que l'unité avait accumulées n'avaient ni été mises en commun avec les agences concernées, ni synthétisées pour être présentées à des décideurs politiques. Ces derniers savaient qu'il y avait un individu dangereux nommé Oussama ben Laden, qu'on essayait de l’arrêter pour le juger à la suite de différents attentats (dont celui du World Trade Center du 26 février 1993), mais ils n'avaient pas à l'esprit l'idée, pourtant très claire pour l'Alec Station, d'une organisation internationale extrêmement puissante et structurée nommée Al-Qaïda. Ainsi, ils y faisaient allusion en parlant du « réseau » de ben Laden ou de ses « associés ».
Un rapport de la CIA sur le terrorisme en 1997 mentionnait brièvement ben Laden, et, de fait, la communauté du renseignement ne mentionna pas Al-Qaïda avant 1999.

« Le bureau d'antiterrorisme de la CIA (CTC) estimait, fin 1999, que "Al-Qaïda opérait comme une organisation internationale et était implantée dans plus de 60 pays" (cet argument servit de base a la "guerre contre le terrorisme", lancée deux ans plus tard, après les attentats du 11 septembre 2001).
"L’adhésion de ses centaines de membres est d'un fanatisme absolu, profond, et inconditionnel."
"Ces centaines de membres sont devenues des milliers au fur et à mesure que d'autres organisations la rejoignaient, comme les Talibans, certains rebelles tchétchènes, le groupe philippin Abu Sayaf, le mouvement islamiste d’Ouzbékistan, etc."
 »

## 1997–1998: premier projet de capture de ben Laden et les attentats des ambassades américaines en Afrique
En mai 1996, ben Laden quitta le Soudan et s'installa en Afghanistan, ce que Scheuer qualifia une nouvelle fois de « coup de chance ». En effet, même si la CIA avait virtuellement abandonné ses activités en Afghanistan après la chute du régime afghan pro-soviétique, en 1991 (régime dit des « poupées russes »), des officiers avaient ré-établi ou ré-activé des contacts avec des responsables de tribus alliées sur place, dans le cadre de la traque contre un autre terroriste, Kasi, un tueur qui avait assassiné deux agents de la CIA en 1993. « Un des contacts était un groupe en relation avec des tribus pachtounes » (les Pachtounes étaient des alliés des États-Unis contre les Soviétiques dans les années 1980). L’équipe, nommée FD/Trodpint par la CIA, fut approvisionnée en armes, équipements et argent liquide par le CTC, et s’installa près de Kandahar. Kasi fut capturé en 1997. Le chef du CTC, Jeff O'Connell, approuva alors le transfert de l’équipe de la « cellule Kasi » vers l'unité ben Laden.
À l'automne 1997, l'unité avait un plan, pas encore « cadré » mais suffisant pour ordonner à « Trodpint » de capturer ben Laden et le présenter à un tribunal, aux États-Unis ou dans un pays arabe. Début 1998, le comité des Principaux, au niveau du cabinet de la présidence, donna son accord de principe, mais le plan fut abandonné au printemps, par peur de dommages collatéraux pendant la tentative de capture.
En août 1998, des militants d'Al-Qaïda commirent des attentats à l'aide de camions piégés devant les ambassades des États-Unis au Kenya et en Tanzanie. Le président Clinton ordonna alors des attaques sur des camps d’entraînement de ben Laden, à l'aide de missiles de croisière lancés depuis des navires et des sous-marins (opération Infinite Reach). Mais il n'y eut pas d'autres suites à ces actions.

## 1999: nouveau chef et nouveau plan
En décembre 1998, le directeur de la CIA, George Tenet, « déclara la guerre » à Oussama ben Laden.
Début 1999, Tenet ordonna au CTC de commencer une révision de fond de la stratégie opérationnelle de la CIA contre ben Laden. Au printemps, il demanda un plan d'attaque « nouveau et global » contre ben Laden « et ses alliés ».
Aspect évident de cette nouvelle stratégie, Tenet retira à Scheuer la direction de l'Alec Station (Scheuer démissionnera de la CIA plus tard dans l'année). Tenet nomma à sa place Richard Blee (dit « Rich » ou « Richie », son nom fut tenu secret jusqu'aux enquêtes sur les attentats du 11 septembre), un assistant de direction à la carrière rapide qui venait directement du groupe de direction de Tenet.
Tenet suivit rapidement cette nomination avec une autre : il nomma Cofer Black directeur du CTC
Le CTC livra un « plan d'attaque d'ensemble » contre ben Laden, et présentèrent un « aperçu de la nouvelle stratégie de la CIA » à ses dirigeants fin juillet 1999. À la mi-septembre, cette nouvelle stratégie, appelée simplement « le Plan », avait été présentée au personnel d'échelon opérationnel de la CIA, ainsi qu'à la NSA, au FBI, et d'autres partenaires.

« ... Cofer Black et sa nouvelle [sic] unité ben Laden voulait se "projeter" en Afghanistan, "pénétrer" ses sanctuaires, et usait d'un vocabulaire ressemblant plus à celui d'un officier de l'armée qu'a un responsable du renseignement. Ils cherchaient à entourer l'Afghanistan avec des bases secrètes et sécurisées d’où partiraient des opérations de la CIA, autant de bases que possible.
Ils monteraient alors des opérations depuis ces plates-formes, essaieraient de se déplacer à l’intérieur de l'Afghanistan et de se rapprocher de ben Laden autant que possible, recruteraient des agents et tenteraient des opérations de capture.
...Black voulait recruter des agents sur place, développer des commandos ou de petites unités paramilitaires à partir d'agents pouvant se fondre dans la population musulmane de la région... »

Black organisa également une équipe de la CIA, dirigée par le chef de l'unité Alec Station, Richard Blee, et dont la mission était d'aller à la rencontre du chef de l'alliance du nord, en Afghanistan, Ahmed Chah Massoud, connu en occident sous le nom de « Commandant Massoud », pour discuter des opérations contre ben Laden.
La mission portait le nom de code « Jawbreaker-5 » (lit. « casseur de machoire - 5 »), « 5 » car c'était la cinquiemme mission de ce genre depuis l'automne 1997.
L'équipe arriva sur place à la fin octobre 1999.
Elle rapporta immédiatement sa satisfaction d'avoir une seconde source pour confirmer ses informations sur ben Laden. En outre, des opérations contre Al-Qaïda pouvaient être envisagées en coordination avec la CIA.
Une fois le plan opérationnel de Cofer black finalisé, Charles Allen, le responsable associé de la CIA, créa une cellule dédiée a Al-Qaïda, encore une fois composée d'officiers de différents services de la communauté du renseignement.
La cellule se réunissait quotidiennement, faisait le point sur les possibilités de pénétration du sanctuaire afghan, les opérations en cours, et s'assurait que toutes les initiatives individuelles de tel ou tel service, étaient en accord avec le plan d'ensemble.
Allen rencontrait Tenet chaque semaine, pour lui présenter les nouvelles informations et les progrès accomplis.
Les efforts de Allen permettaient de mettre sur pied des opérations et assuraient une cohérence à long terme du plan contre Al Qaida, à une échelle planétaire...
Les relations ou redondances de cette « cellule Al-Qaïda », qui dupliquait les fonctions de l'unité ben Laden, avec la station, ne sont pas claires.
Alors qu'à cette époque, la CIA voyait son budget réduit chaque année, elle consacrait une part de plus en plus importante de ses ressources au contre-terrorisme, allant en cela à l'envers de la tendance générale (ce qui rend d'autant plus incompréhensible la création de la cellule al Qaida, doublon de l'alec Station).
Au moins, certaines parties, les plus modestes, du plan, furent traduites en action.
L'effort de recueil de renseignements sur ben Laden et Al-Qaïda augmenta significativement à partir de 1999.
Tenet déclarera plus tard : « En septembre 2001, une carte montrait que les recueils de renseignements et l'implantation de notre réseau d'agents en Afghanistan, était disposé de telle sorte qu'il couvrait pratiquement tout le pays ».

### Émergence du groupe de pirates du 11 septembre
À partir de septembre 1999, le CTC reçut de multiples signes de la conception par ben Laden d'une attaque de grande ampleur pour la fin de l'année.
Plus tard, Cofer Black indiquera que la CIA avait alors « la plus importante indication d'activité et de trouble qu'ait jamais connue l'humanité ».
Le CTC se focalisait à la fois sur trois groupes principaux d'Al-Qaïda, qui étaient déjà connus pour avoir commis des actions terroristes, et sur des personnalités importantes de l'organisation, tant à l’intérieur qu'à l’extérieur de l’Afghanistan, par exemple Abu Zubaydah, considéré comme le planificateur principal de l'organisation, ou Mohammed Atef, bras droit de ben Laden.
Au milieu de cette activité, en novembre et décembre 1999 Mohammed Atta, Marwan al-Shehhi, Ziad Jarrah et Nawaf al-Hazmi se rendirent en Afghanistan, où ils furent sélectionnés pour prendre part à l'attaque du 11 septembre.
Al-Hazmi suivit des cours de guérilla au camp d’entraînement d'Al-Qaïda de Mes Aynak (de concert avec deux citoyens yéménites, mais qui ne purent obtenir leurs visas pour les États-Unis).
Le camp se trouvait dans une ancienne mine de cuivre, abandonnée par les Russes, près de Kaboul. En 1999, c'était le seul camp de ce genre en Afghanistan.
Atta, al-Shehhi et Jarrah rencontrèrent Mohamed Atef et ben Laden à Kandahar, où ils reçurent comme instruction de retourner en Allemagne afin de recevoir des cours de pilotage.
À la fin de 1999, la NSA, suivant des informations du FBI obtenues à la suite de l’enquête sur les attaques des ambassades de 1998, trouva les traces d'un « cadre opérationnel », composé de Nawaf al-Hazmi, son compagnon Khalid al-Mihdhar et le frère le plus jeune de Nawaf, Salem, qui prévoyaient un voyage à Kuala Lumpur en Malaisie, en janvier 2000.
Un officier du CTC vit un rapport avec le "plan d'attaque" dont il commençait à être question et demanda que ces individus soient mis sous surveillance.
À peu près au même moment, l’opération conjointe USSOCOM-DIA « Able Danger », identifie une cellule potentielle d'Al-Qaïda, en fait les futurs leaders de l'attaque du 11 septembre 2001, Mohammed Atta, al-Shehhi, al-Mihdhar et Nawaf al-Hazmi.
Ils les surnomment la « cellule de Brooklyn » en raison de divers liens de la cellule avec la ville de New York.
Apparemment au moins certains des hommes étaient physiquement et légalement présents sur le territoire des États-Unis, certains avec un statut de résident, ce qui donna lieu à une empoignade légale au sein même des services de sécurité pour savoir si on pouvait « espionner » des « quasi-citoyens ».

« Nous devons informer le FBI, ces gars sont clairement des ennemis, et au moins un d'entre eux a de multiples visas d'entrée aux USA, nous devons le leur dire. » ... Et le responsable de la CIA présent à ce moment-là me dit : « non, ça n'est pas leur problème, pas leur juridiction. »

— Mark Rossini, entretien avec PBS Frontline